# 金学曽
金 学曽（きん がくそう）は、中国明の文官であり、朝鮮氏族の太原金氏の始祖である。万暦帝時代、福建の巡撫に任命された。明が滅亡すると、金学曽の息子の金坪が李氏朝鮮に帰化したため、太原金氏の始祖となる。